# Ma Campagne au sud de Malmedy
Ma Campagne au sud de Malmedy este o arie protejată (arie specială de conservare — SAC, sit de importanță comunitară — SCI, arie de protecție specială avifaunistică — SPA) din Belgia întinsă pe o suprafață de 49,09 ha, integral pe uscat.

## Localizare
Centrul sitului Ma Campagne au sud de Malmedy este situat la coordonatele 50°24′31″N 6°01′31″E / 50.408575°N 6.025255°E.

## Înființare
Situl Ma Campagne au sud de Malmedy a fost declarat arie de protecție specială avifaunistică în ianuarie 2014 pentru a proteja 3 specii de animale. Alte tipuri de protecție:
- sit de importanță comunitară (în octombrie 2002)
- arie specială de conservare (în ianuarie 2014)[1][3][4]

## Biodiversitate
Situată în ecoregiunea continentală, aria protejată conține 6 habitate naturale: Pajiști umede nord-atlantice cu Erica tetralix, Formațiuni ierboase bogate în specii de Nardus, dezvoltate pe substraturi silicioase în zone montane (și în zone submontane, în Europa continentală), Fânețe de joasă altitudine (Alopecurus pratensis, Sanguisorba officinalis), Păduri de fag Luzulo-Fagetum, Păduri acidofile de stejar bătrân cu Quercus robur pe câmpii nisipoase, Mlaștini împădurite.
La baza desemnării sitului se află mai multe specii protejate de  păsări (3): ciocănitoare neagră (Dryocopus martius), gaia roșie (Milvus milvus), viespar (Pernis apivorus).
Pe lângă speciile protejate, pe teritoriul sitului au mai fost identificate 12 specii de plante, 1 specie de mamifere.